# Foramen infraorbitale

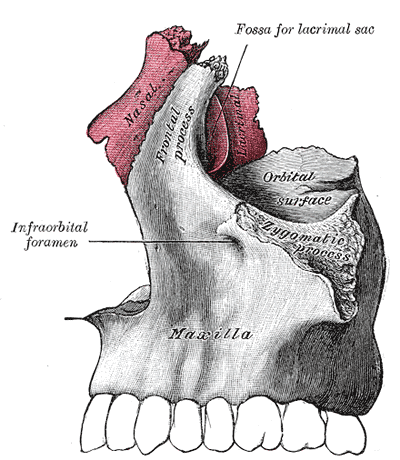
Oberkiefer des Menschen

Das Foramen infraorbitale („Unteraugenloch“, „Infraorbitalfenster“; Plural Foramina infraorbitalia) ist eine Öffnung des Schädels im Bereich der Vorderfläche (Facies anterior) des Oberkiefers. Es liegt beim Menschen beidseits etwa 1 cm unterhalb des unteren Augenhöhlenrandes. Das Foramen infraorbitale ist die äußere Öffnung des Unteraugenkanals (Canalis infraorbitalis). Hier treten der Nervus infraorbitalis und die Arteria infraorbitalis sowie die Vena infraorbitalis aus.
Das Foramen infraorbitale ist einer der Trigeminusdruckpunkte. Durch Injektion eines Leitungsanästetikums in die Umgebung des Unteraugenlochs kann der Nervus infraorbitalis ausgeschaltet werden (Regionalanästhesie). Die Leitungsanästhesie kann sowohl von außen (extraoraler Zugang) oder am seitlichen Schneidezahn von der Mundhöhle aus (intraoral) erfolgen und bewirkt eine Schmerzausschaltung der Oberkieferschneide-, Eck- und Vormahlzähne, des Mundhöhlenvorhofs, der Oberlippe, der Nasenflügel und des vorderen Oberkiefers.